# Werner Boysen

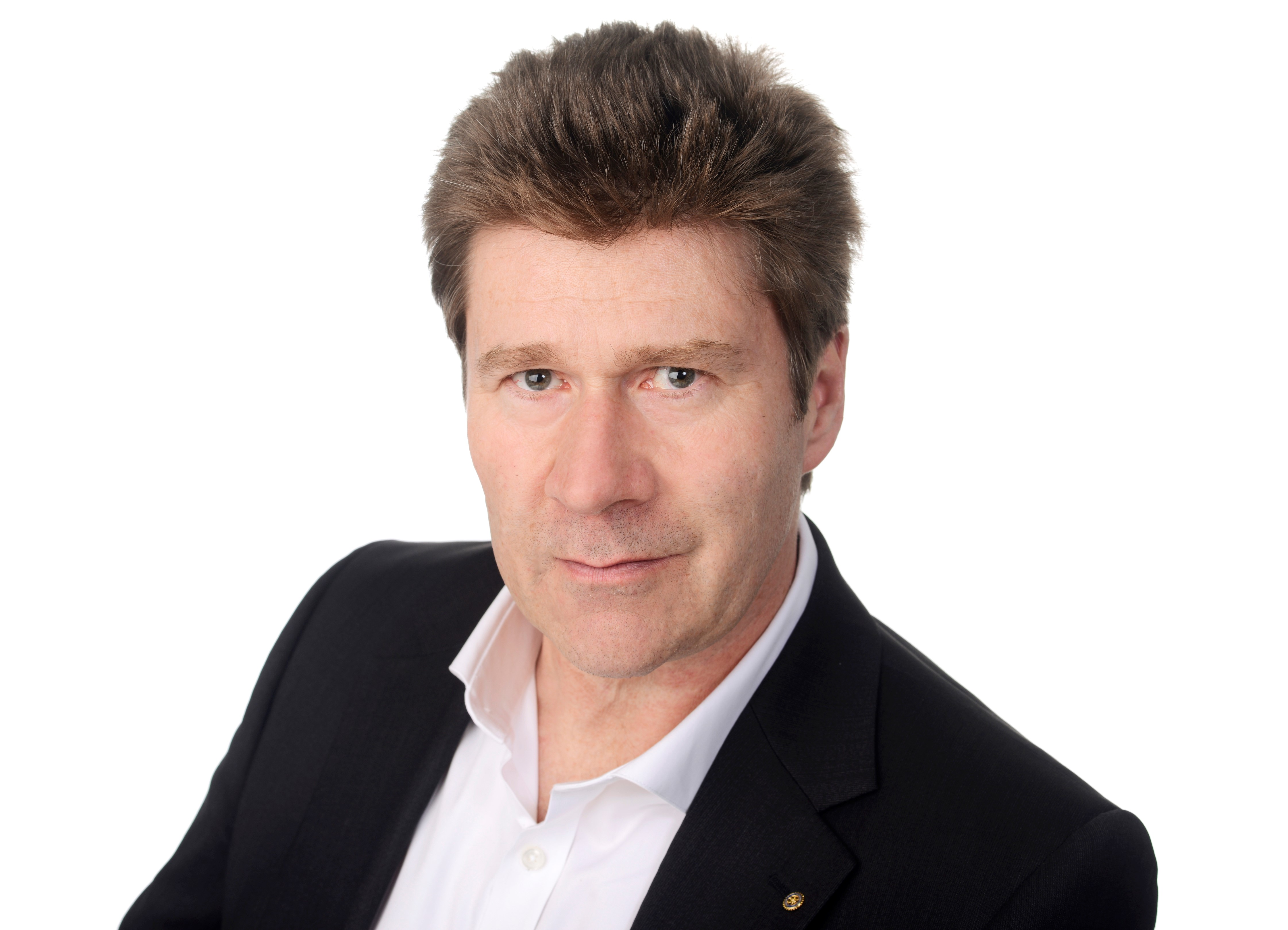
Werner Boysen

Werner Boysen (* 19. Januar 1961 in Hildesheim) ist ein deutscher Unternehmensberater und Autor.

## Leben
Nach dem Abitur 1980 am Gymnasium Josephinum in Hildesheim absolvierte Boysen ein Grundpraktikum Metall bei Bosch und leistete dann Dienst als Zeitsoldat im Antriebsabschnitt (42) und als Schwimmtaucher bei der Bundesmarine. Anschließend studierte Boysen Maschinenbau an der Hochschule für Angewandte Wissenschaften Ostfalia in Wolfenbüttel und schloss 1988 mit einer Abschlussarbeit über Torsionsschwingungen im Verbrennungsmotor als Diplomingenieur (B. Eng.) ab. Boysen ist seit 1992 mit der Hochschuldozentin Asun Carnicé Espinach verheiratet und hat zwei gemeinsame Töchter.

## Karriere und Wirken
1988 begann er als Konstrukteur bei IVM Verfahrenstechnik für Maschinenbau für die Volkswagen-Gruppe, für die er im selben Jahr am Centro Technico de Martorell für Seat die Vorderachskinematik der ersten Baureihe des Seat Toledo entwickelte. 1990 wechselte Boysen in den Fahrzeugversuch bei Seat und leitete dort bis 1992 die Sektion Gesamtfahrzeugversuch. Anschließend leitete er in Burgos gemeinsam mit Herbert Dötsch ein Industrieunternehmen der Vereinigten Aluminiumwerke in der Verpackungsindustrie. Gleichzeitig absolvierte Boysen ein berufsbegleitendes Studium zum Executive MBA an der Graduate School of Business Administration (GSBA) Zurich (heute CEIBS Zurich).
Ab 1994 übernahm Boysen für zwei Jahre die technische Leitung der ELOPAK Trading AG in Glattbrug, Schweiz, für die er für den Technical Sales Support, insbesondere kundenseitige Fabrik-Layouts, und den technischen Service für die Schweiz, Österreich und alle Länder um das Mittelmeer herum verantwortete. Von 1996 bis 2000 war er als Geschäftsführer in der Reuther Verpackung Gruppe in Neuwied tätig, wo er den Vertrieb der Deutschen Kard-o-Pak GmbH internationalisierte und die Produktpalette des Unternehmens um Kunststoffverpackungen zusätzlich zu Papierverpackungen erweiterte.
Parallel führte Boysen einen Master-Studiengang in Electrical Engineering & Electronics an der Brunel University, West London, durch, den er 1998 mit der Auszeichnung „with distinction“ abschloss. Anschließend nahm Boysen an der Wissenschaftlichen Hochschule für Unternehmensführung WHU in Vallendar ein berufsbegleitendes Promotionsstudium am Institut für Betriebswirtschaftslehre, insbesondere Wirtschaftsinformatik und Informationsmanagement, auf, das er 2001 mit einer Arbeit über organisationale Geschäftsprozesse in virtuellen Marktplätzen bei Thomas Fischer mit der Note „magna cum laude“ abschloss.
2001 war Boysen Senior Project Manager in der Deutsche Bank Consulting Group in Frankfurt und gründete dann seine eigene Unternehmensberatung, die heutige Dr. Boysen Management + Consulting GmbH, die ihren Klienten helfen soll, operative Ergebnisverbesserungen und Turnaround-Projekte zu bewältigen. Boysen bringt seine Expertise in Interim-Management- und Beratungsmandate ein und publiziert unter anderem zu den Prinzipien der Kybernetik in Bezug auf Management und bietet dazu auch Workshops und Trainings. Er kombiniert klassische Managementmethoden mit systemtheoretischen Ansätzen. Der sich daraus ergebende, von Boysen geprägte Führungsstil des „enzymatischen Managements“ hat sich in der Praxis bewährt.
Boysens Unternehmen betreibt zudem die Online-Beratungsplattform consultingcheck.

## Mitgliedschaften
Boysen ist Mitglied der Dachgesellschaft Deutsches Interim Management DDIM und Mitglied der DDIM Fachgruppe Projekt- und Programm-Management. Er ist ebenfalls Mitglied im German Chapter der System Dynamics Society und in der Gesellschaft für Wirtschafts- und Sozialkybernetik. Seit 2011 ist er gewähltes Mitglied der Vollversammlung der IHK Koblenz, dort ist er auch Mitglied des Industrieausschusses und ehrenamtlicher Rechnungsprüfer. Boysen ist außerdem Präsident des Rhein-Museums in Koblenz.
Seit 2009 ist Boysen Rotarier, war im rotarischen Jahr 2019/20 amtierender Präsident des RC Koblenz-Ehrenbreitstein und leitet aktuell den Foundation Chair (DRFC) im Distrikt 1810 inne.

## Publikationen (Auswahl)
- „Management-Kybernetik. 12 praxisorientierte Ansätze für die Transformation zum resilienten Unternehmen“, Carl-Auer, 2021, ISBN 978-3-849-70380-6.
- „Vermittlung von Technik in Museen“, Garwain, Koblenz 2021, ISBN 978-3-936-43655-6.
- „47 Perspektiven auf die Kybernetik. Zur Entwicklung, Verbreitung und Anwendung ganzheitlichen und vernetzten Denkens“, bc Communications, Koblenz 2020, ISBN 978-3-000-65855-6.
- „Grenzgänge im Management – Quellen für neue Lösungsansätze“, Springer Gabler, 2013, ISBN 978-3-658-01023-2.
- „Kybernetisches Denken und Handeln in der Unternehmenspraxis – Komplexes Systemverhalten besser verstehen und gezielt beeinflussen“, Springer Gabler, 2011, ISBN 978-3-8349-3108-5.
- „Management Turnaround – Wie Manager durch Enzymisches Management wieder wirksam werden“, Springer Gabler, 2009, ISBN 978-3-8349-8804-1.
- „Interorganisationale Geschäftsprozesse in virtuellen Marktplätzen – Chancen und Grenzen für das B-to-B-Geschäft“, Deutscher Universitätsverlag, 2001, ISBN 978-3-8244-7405-9.
- „Prinzipien der Kybernetik. Modelle, Methoden und Instrumente zur Anwendung in Organisationen“, bc Communications, Koblenz 2011, ISBN 978-3-9814375-0-8.